# سفارة أوكرانيا في فيتنام
سفارة أوكرانيا في فيتنام هي أرفع تمثيل دبلوماسي لدولة أوكرانيا لدى فيتنام. تقع السفارة في هانوي وهي تهدف لتعزيز المصالح الأوكرانية في فيتنام.

## وصلات خارجية
- الموقع الرسمي
- قائمة سفارات أوكرانيا
- قائمة السفارات في فيتنام